# 顔のない天使
『顔のない天使』（かおのないてんし、原題：The Man Without a Face）は、1993年に公開されたアメリカ合衆国の映画。
メル・ギブソン主演、初監督作品。原作は1972年に出版されたイザベル・ホランドの同名小説である。

## あらすじ
1968年の夏、ニューヨーク州在住のノースタッド家はメイン州の避暑地で休暇を過ごしていた。12歳のチャックは姉、妹とそれぞれ父親が異なる複雑な家庭に育ち家族から孤立していた。名門士官学校への進学を希望していたチャックは元教師ジャスティン・マクラウドの存在を知り個人教授を依頼するも断られる。マクラウドも交通事故による火傷と事故の記憶により孤立していた。孤独な二人はいつしか信頼関係を築くようになり入学試験へ向けた個人指導が始まる。チャックはマクラウドから個人教授を受ける中で次第に私的な悩みも相談するようになる。マクラウドも人に教えることの意味、人と接することの意味、そして人生を生きる意味を再考し始める。
ある日、姉と喧嘩をしたチャックは自らの記憶とは異なる実父の死の真相を知りマクラウド邸へ駆け込む。マクラウドは帰宅するよう説得をするもチャックは帰宅せずマクラウド邸で一夜を過ごす。翌朝、チャックの母から通報を受けた保安官がマクラウド邸を訪れチャックを連れ帰宅するも、ノースタッド家と地域住民はマクラウドに対し不信感を抱くようになる。マクラウドには地域から偏見の眼差しを向けられる、ある過去があった。

## キャスト
| 役名                                            | 俳優                         | 日本語吹替 | 日本語吹替         |
| 役名                                            | 俳優                         | ソフト版   | 名古屋テレビ放送版 |
| ----------------------------------------------- | ---------------------------- | ---------- | ------------------ |
| ジャスティン・マクラウド                        | メル・ギブソン               | 磯部勉     | 大塚智則           |
| チャールズE（チャック）・ノースタッド（少年期） | ニック・スタール             | 亀井芳子   | 柊城えり           |
| チャールズE（チャック）・ノースタッド（青年期） | ロバート・デディマ・ジュニア |            |                    |
| キャサリン・ペイリン                            | マーガレット・ホイットン     | 沢田敏子   |                    |
| グロリア・ノースタッド                          | フェイ・マスターソン         | 雨蘭咲木子 | 志摩淳             |
| メグ・ノースタッド                              | ギャビー・ホフマン           | かないみか |                    |
| ウェイン・スターク                              | ジェフリー・ルイス           | 江角英明   |                    |
| カール・ハートレー教授                          | リチャード・メイサー         | 土師孝也   |                    |
| ダグラス・ホール                                | マイケル・デルイズ           | 宮本充     |                    |
| トッド・ランシング                              | イーサン・フィリップス       | 水野龍司   |                    |
| ランシング夫人                                  | ジーン・デバアヤー           |            |                    |
| クーパー氏                                      | ジャック・デマーブ           |            |                    |
| クーパー夫人                                    | ヴィヴァ                     |            |                    |
| ロブ・ランシング                                | ジャスティン・コニュー       |            |                    |

## スタッフ
- 監督 - メル・ギブソン
- 脚本 - マルコム・マクラリー
- 原作 - イザベル・ホランド（英語版）
- 製作 - ブルース・デイヴィ（英語版）
- 撮影 - ドナルド・マカルパイン
- 編集 - トニー・ギブズ（英語版）
- 美術 - バーバラ・ダンフィ
- 音楽 - ジェームズ・ホーナー
- 編集 - トニー・ギブズ（英語版）
- 特殊メイク - グレッグ・キャノン